# 旭まあさ
旭 まあさ（あさひ まあさ、7月25日 - ）は、日本の女性脚本家、漫画家。一部コンテンツにおいて広報やコスプレイヤーとしてもグローバルに活動。大阪府大阪市出身。一児の母、2013年から2015年まで一部の執筆活動を休止していた。大阪芸術大学芸術学部映像学科卒業。

## 経歴
2008年、オークラ出版の『アクアBLキングダム』誌上にて「choice」で商業誌デビュー。初期は作画も行っていたが、現在はシナリオ・ネームを担当することが多い。その他アニメ・ゲーム市場においてフリー広報として複数企業のコンテンツのPRを手がける。BLアニメチャンネル「BLスキップ」共同運営者の一人として原作の多くを担当している。
コスプレ用品店のモデルやコスプレ企業コンパニオン、複数の国内大規模・海外イベントに出演し、現在はコスプレパフォーマンスチーム「VENaS sisters」や男装デュオ「VENaS Japan」としても活動中。
海外イベントへの出演時にはステージパフォーマンスのほか、版権知識の講座を実施したり、現地法人と日本の版元を結ぶなどの海賊版排除のための活動を無償で行っている。（当初コスプレイヤーとしての活動はMartha名義だったが、2015年から旭まあさに統一している）。

## 人物
- ペンネームの旭は幼少時代を大阪市旭区で過ごしたことから付けられた。
- 公式blog上のプロフィール写真のスーツ姿の男性（2008年現在）は、長身の本人によるジョーク男装である。
- 映画脚本家の大津一瑯と交流があり、「O津先生」と呼び慕っている。（公式blogより）
- ザ50回転ズのダニーは学生時代の友人。（公式blogより）

## コミックスリスト
- 調味料擬人化（共同執筆） ISBN 978-4861171727、2009年1月12日、創作工房
- 君を泣かせたい！ ISBN 978-4775513637、2009年5月12日、オークラ出版
- Starry Sky in spring（共同執筆） ISBN 978-4861171765、2010年2月27日、文苑堂
- 妄想ハローワーク（共同執筆） ISBN 978-4904835210、2010年12月21日、大誠社
- BLかるた 攻（イラスト） ISBN 978-4861171888、2011年1月1日、文苑堂
- 悩める議員の恋愛規約 ISBN 978-4775517574、2011年12月9日、オークラ出版
- 発情シグナル （電子）、2013年2月28日、ウェッジホールディングス
- 彼はビューティ・ビースト （電子）、2014年7月17日、フロンティア ワークス ダリアレーベル
- 初恋☆チェリーロード（電子）、2021年10月08日、ライブコミックス COMICエトワール
- Ωの総長は誰とも番わない（電子）、2021年10月08日、ライブコミックス COMICエトワール
- 初恋☆チェリーロード  おとなのハッピーエンド編（電子）、2022年07月01日、ライブコミックス COMICエトワール
- Ωの総長は誰とも番わない 最強の恋人編（電子）、2022年07月01日、ライブコミックス COMICエトワール
- キスのおねだん！～社畜リーマンとパパ活男子～、2022年09月02日、ライブコミックス COMICエトワール

## 長期活動
- アニメガ/文教堂イメージコスプレイヤー
- ジェイルウィッグ モデル[1]
- 東京都大田区 イベントスペシャルアドバイザー、ステージディレクター
- 2015年 - 2018年 外務省「Tokyo物語」六本木森美術館展示
- SHOW BY ROCK!!（サンリオ）
- Divine Gate（ぴえろ、ガンホーオンラインエンターテインメント）
- BLスキップ！（YouTubeチャンネル運営、原作）

## 主なコンパニオン活動
- 2013年 - AMNESIA、イラスト展（豊島区、NBCユニバーサル）
- 2013年 - 這いよれ! ニャル子さん、東京国際アニメフェア（秋葉原観光協会、GA文庫）
- 2013年 - 進撃の巨人、 Anime Contents Expo 2013（講談社、電通）[2][3]
- 2013年 - BROTHERS CONFLICT、Animate Girls' Festival 2013（マリン・エンターテインメント）
- 2014年 - Free!、秋葉原 秋フェス2014（岩美町観光協会）
- 2014年 - 魔法使いと黒猫のウィズ、2014年ポッキーの日グリココラボキャンペーン（江崎グリコ、コロプラ）
- 2014年 - AMNESIA、Animate Girls' Festival 2014、CosPlex
- 2015年 - あやかしごはん、Animate Girls' Festival 2015（アスガルド）
- 2016年 - Divine Gate、AnimeJapan 2016（東映ビデオ、ぴえろ）
- 2016年 - Divine Gate、ガンホーフェス2016（ガンホーオンラインエンターテインメント）[4]
- 2018年-2019年 - PROJECT NOAH、Anime Japan、コミックマーケット等（FLEET）
- 2019年 - 東京クロノス、AnimeJapan 2019（MyDearest Inc.）

## イベントゲスト招待
- 2011年 - 韓国、Wonder Cosplay Festival 2011
- 2012年 - シンガポール、Licence 2 play 2012
- 2014年 - 香港、ACG HK(香港動漫電玩節)) 2014
- 2015年 - アメリカ合衆国、YaoiCon 2015[5]
- 2016年 - シンガポール、J-Obsession 2016[6][7]
- 2019年 - フィリピン、CosplayMania 2019

## 公式コラボカフェ
- 2015年 - 少年ハリウッド
- 2015年 - ダンガンロンパ
- 2015年 - あやかしごはん
- 2015年 - アイ☆チュウ
- 2016年 - ヤング ブラック・ジャック
- 2016年 - Divine Gate

## 受賞歴
- 2011年 - ザ・キング・オブ・ファイターズ 公式コスプレコンテスト、グランプリ受賞（二階堂紅丸）[8]、Japan Expo（フランス）招待

## その他
- コスコスプレプレ、フジテレビ-ONE
- 東京ゲームショウ、Cure Cosplay Night 2011年 – 現在
- 2012年 - 第一興商カラオケDAM、DAMとも コスカラPRコスプレイヤー
- 2013年 - ラブひな 、赤松健 公認コスプレイヤー（チャリティイベント）
- 2016年 - ROCKSIN インタビュー[9]
- 2020年 -YouTubeチャンネル「BLスキップ」